# Olga Orozco
Pour les articles homonymes, voir Orozco.
Olga Orozco, nom de plume de Olga Noemí Gugliotta, née le 17 mars 1920 à Toay (La Pampa, Argentine) et morte le 15 août 1999  à Buenos Aires, est une poétesse argentine.

## Biographie
Elle passa son enfance à Bahía Blanca, puis à l'âge de 16 ans elle s'en alla vivre à Buenos Aires avec ses parents. C'est dans cette ville qu'elle commença sa carrière littéraire.
Elle travailla comme journaliste en employant plusieurs pseudonymes et dirigea quelques publications littéraires.
Elle fut membre de la génération «Tercera Vanguardia», de tendance surréaliste.
Sa production poétique est influencée par Arthur Rimbaud, Gérard de Nerval, Charles Baudelaire, Milosz et Rilke.
Elle mourut en le 15 août 1999 à Buenos Aires des suites d'une crise cardiaque, à l'âge de 79 ans.

## Citations
- El poeta ve lo poético aun en las cosas más cotidianas / Le poète voit ce qui est poétique même dans les choses les plus quotidiennes

## Prix
- «Primer Premio Municipal de Poesía»
- «Premio de Honor de la Fundación Argentina» (1971)
- «Gran Premio del Fondo Nacional de las Artes»
- «Premio Esteban Echeverría»
- «Gran Premio de Honor» de la SADE, «Premio Nacional de Teatro a Pieza Inédita» (1972)
- «Premio Nacional de Poesía» (1988)
- «Laurea de Poesia della Università di Torino»
- «Premio Gabriela Mistral»
- «Premio de Literatura Latinoamericana Juan Rulfo» (1998)

## Œuvres principales
- Desde lejos (De loin) (1946)
- Las muertes (Les morts) (1951)
- Los juegos peligrosos (Les jeux dangereux) (1962)
- La oscuridad es otro sol(L'obscurité est un soleil différent) (1967)
- Museo salvaje (Le musée sauvage) (1974)
- Veintinueve poemas (29 Poèmes) (1975)
- Cantos a Berenice (Des chansons pour Berenice) (1977)
- Mutaciones de la realidad (Des mutations de la réalité) (1979)
- La noche a la deriva (La nuit à la dérive) (1984)
- En el revés del cielo (À l'arrière du ciel) (1987)